# Mäla
Mäla is een plaats in de Estlandse gemeente Muhu, provincie Saaremaa. De plaats heeft de status van dorp (Estisch: küla).

## Bevolking
Het dorp had 22 inwoners op 31 december 2011 en 42 inwoners op 31 december 2021.

## Geschiedenis
Bij Mäla ligt de heuvel Ussimätta (‘Slangenheuvel’), waar opgravingen een begraafplaats uit het neolithicum hebben blootgelegd. De begraafplaats is doorgebruikt tijdens de bronstijd en de vroege ijzertijd.
De plaats werd voor het eerst genoemd in 1592 onder de naam Mello Jurgen, een boerderij op het landgoed Mohn-Großenhof (Suuremõisa). In 1645 werd ze genoemd als dorp Mello.

## Foto's

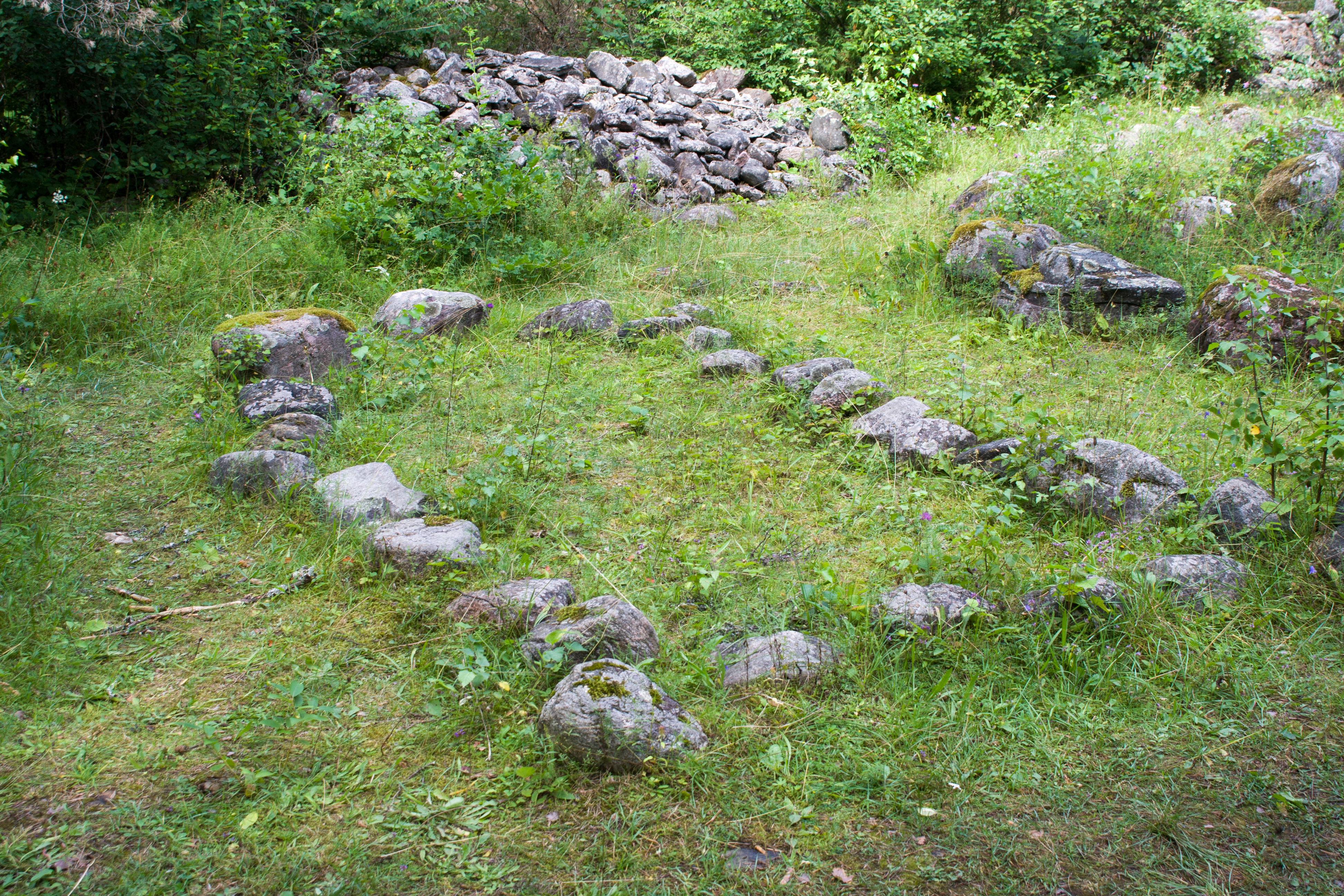
Ussimätta
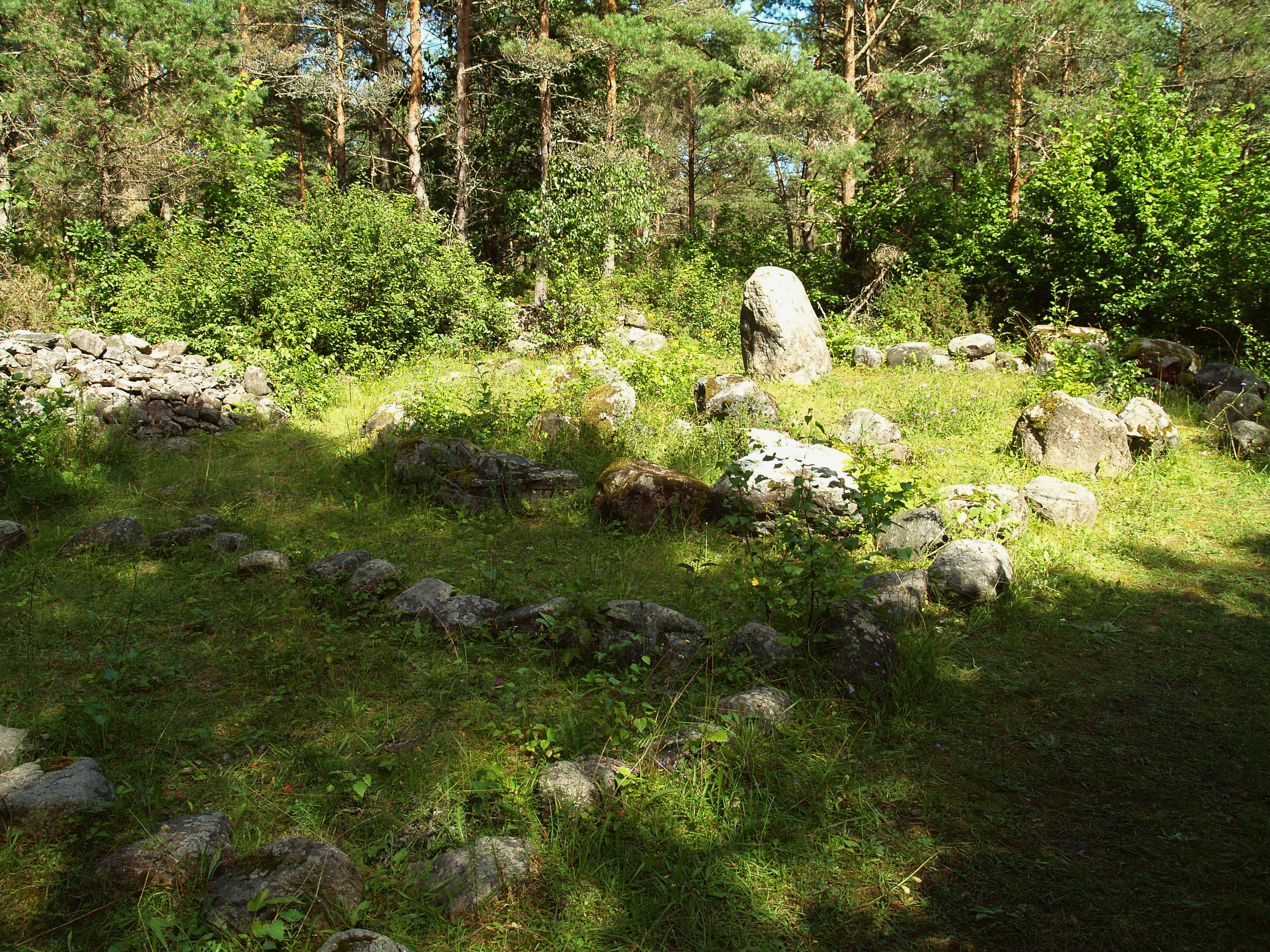
Ussimätta